# Kobylá nad Vidnavkou
Kobylá nad Vidnavkou település Csehországban, a Jeseníki járásban. Kobylá nad Vidnavkou Žulová, Velká Kraš, Černá Voda és Bernartice településekkel határos. Lakosainak száma 376 fő (2024. január 1.).

## Népesség
A település lakosságának változását az alábbi diagram mutatja:
| Lakosok száma | 938  | 967  | 891  | 525  | 536  | 498  | 385  | 365  | 362  | 376  |
|               | 1869 | 1890 | 1921 | 1950 | 1980 | 2001 | 2017 | 2019 | 2022 | 2024 |